# Juan Bautista Herrada Armijo
Juan Bautista Herrada Armijo OdeM (* 15. Mai 1922 in San Pedro de Melipilla; † 21. Januar 2002 in Santiago de Chile) war ein chilenischer römisch-katholischer Ordensgeistlicher und Prälat von Calama und später Weihbischof in Antofagasta.

## Leben
Juan Bautista Herrada Armijo trat der Ordensgemeinschaft der Mercedarier bei und empfing am 18. September 1948 in der Kathedrale von Santiago de Chile durch den dortigen Erzbischof José María Kardinal Caro Rodríguez die Priesterweihe.
Papst Paul VI. ernannte ihn am 26. Februar 1976 zum Apostolischen Administrator von Calama. Am 5. März 1982 ernannte ihn Papst Johannes Paul II. zum Prälaten von Calama. Der Apostolische Nuntius in Chile, Erzbischof Angelo Sodano, spendete ihm am 17. April desselben Jahres im Stadion von Calama die Bischofsweihe; Mitkonsekratoren waren Carlos Oviedo Cavada OdeM, Erzbischof von Antofagasta, und Bernardino Piñera Carvallo, Altbischof von Temuco. 
Am 30. November 1991 trat er von der Leitung der Prälatur Calama zurück und wurde zum Weihbischof in Antofagasta und Titularbischof von Equizetum ernannt. Am 16. Juli 1997 nahm Papst Johannes Paul II. seinen altersbedingten Rücktritt an.